# شهرستان براون (تگزاس)
شهرستان براون، تگزاس (به انگلیسی: Brown County, Texas) یک سکونتگاه مسکونی در ایالات متحده آمریکا است که در تگزاس واقع شده‌است.

## خصوصیات
شهرستان براون ۲٬۴۷۸ کیلومترمربع مساحت دارد.